# Cody Deal
Cody Austin Deal (* 14. Februar 1986 in Norman) ist ein US-amerikanischer Fernseh- und Filmschauspieler. Bekannt
wurde er durch seine Rolle als Thor im Film Thor – Der Allmächtige aus dem Jahr 2011. Neben seiner Karriere als Schauspieler arbeitet Deal auch
als Model.

## Biografie
Deal wurde in Norman im Bundesstaat Oklahoma geboren und wuchs in Sedan auf. Er ist der Sohn von Diane Boulanger. Deal hat einen
Zwillingsbruder mit Namen Kyle. Sein älterer Bruder Lucas stammt aus einer früheren Ehe. Deal ist Angehöriger der Stammesgruppe der Osage.
Während seiner Schulzeit spielte Deal Football und wurde mehrere Male zum Mannschaftskapitän ernannt. Nach Beenden des Schulverhältnisses wollte er Profifußballer werden. Er zog sich jedoch bei zwei Spielen Verletzungen an der Hand und am Unterarm zu, sodass er den Traum als Profispieler aufgab.
Im Jahr 2004 schloss Deal das Schulverhältnis an der Sedan High School ab und zog drei Jahre später im Alter von 21 Jahren nach Las Vegas. Dort begann
er eine Karriere als Model.
Deal spielte seine erste Rolle als Centurion in der Komödie Laffapalooza! im Jahr 2008. Danach trat er als Roman Soldier an der Seite von Bradley Cooper in der Filmkomödie Hangover in Erscheinung. In der Komödie Männertrip war Deal neben Russell Brand und Jonah Hill in der Rolle als Türsteher eines Stripclubs zu sehen. 2012 spielte er in der Fernsehserie The Girl’s Guide to Depravity in drei Episoden eine kleinere Rolle.
Sein Filmdebüt hatte Deal 2011 im Fantasyfilm Thor - Der Allmächtige, in der er den nordischen Gott Thor verkörpert. 2016 spielte Deal eine
Nebenrolle in Deadly Pickup und The Adventures of Avery & Pete.

## Filmografie
Film
- 2008: Laffapalooza!
- 2009: Hangover
- 2010: Männertrip
- 2011: Thor – Der Allmächtige
- 2016: Deadly Pickup
- 2016: The Adventures of Avery & Pete

Fernsehen
- 2008: Funniest Movies of the Year: 2008
- 2008: Spike TV VGA Video Game Awards
- 2012: The Girl’s Guide to Depravity (Fernsehserie)